# Sóly
Sóly is een plaats (község) en gemeente in het Hongaarse comitaat Veszprém. Sóly telt 406 inwoners (2001).